# Céret (rivière)
Pour les articles homonymes, voir Céret (homonymie).
Le Céret est une rivière du sud de la France, affluent du Cérou et sous-affluent de la Garonne par le Tarn.

## Géographie
De 28,5 km de longueur, il prend sa source sur la commune de Montauriol, dans le Tarn et se jette dans le Cérou en rive droite sur la commune de Monestiés.

## Départements et villes traversées
- Tarn : Carmaux, Tanus, Almayrac, Trévien, Moularès, Sainte-Gemme, Montauriol, Pampelonne, Le Ségur.

## Principaux affluents
- Ruisseau de Ségrassiés, 5,8 km
- Ruisseau de Bézans, 11,1 km